# 川跡村
川跡村（かわとむら）は、島根県簸川郡にあった村。現在の出雲市武志町、中野町、荻杼町、稲岡町、高岡町にあたる。

## 地理
- 河川：斐伊川[2]

## 歴史
- 1889年（明治22年）4月1日、町村制の施行により、神門郡武志村、中野村、荻杼村、稲岡村、高岡村が合併して村制施行し、川跡村が発足[1][3]。
- 1896年（明治29年）4月1日、郡の統合により簸川郡に所属[3]。
- 1910年（明治43年）川跡信用組合設立[1]。
- 1922年（大正11年）出雲荻杼郵便局開設[1]。
- 1941年（昭和16年）2月11日、簸川郡今市町、古志村、高松村、高浜村、四纏村、大津村、塩冶村、鳶巣村と合併して出雲町を新設し廃止された[1][3]。

### 地名の由来
かつて斐伊川が流れていた川跡であることから。

## 産業
- 農業[1]

## 交通

### 鉄道
- 1914年（大正3年）一畑軽便鉄道が開通し、川跡駅、武志駅を開設[1]。